# Hrvatski povijesni prostor u brončanom dobu
Brončano doba je prapovijesno razdoblje kojemu obilježje daje uporaba bronce u izradbi oruđa, oružja i nakita. Početak i završetak brončanoga doba na različitim stranama svijeta nije bio istodoban. Uporaba bronce počinje na Bliskom istoku u prvoj polovici III. tisućljeća pr. Kr., u jugoistočnoj Europi sredinom III. tisućljeća pr. Kr., u srednjoj u drugoj polovici III., u sjevernoj početkom II. tisućljeća pr. Kr. Brončano doba uglavnom završava oko 800. do 700. pr. Kr. Traje od oko 2000. do 750. pr. Kr.  Dijeli se na rano (2000. – 1600. pr. Kr.), srednje (1600. – 1300. pr. Kr.) i kasno (1300. – 750. pr. Kr.) brončano doba. Vještina izrade bronce pojavila se na Bliskom istoku, odakle je prešla u Europu. Brončano se doba teritorijalno dijeli na pet glavnih skupina: egejsku, srednjoeuropsku, zapadnoeuropsku, nordijsku i istočnoeuropsku (najbogatije nalazima su egejska i nordijska). Za datiranje pojedinih nalaza važni su oblici kopča fibula i sjekira keltova, a značajni su pećinski kultni ugrebeni crteži različitih sadržaja (ljudi, životinje, ornamentalne kompozicije i sl.) u Skandinaviji, Sibiru, s Italiji i Španjolskoj te Portugalu. Tijekom brončanog doba, srednjoeuropski kulturni krug prolazi kroz nekoliko razvojnih faza (kultura zgrčenih kostura, kultura grobnih tumula, kultura žarnih polja). Za Zapadnu Europu, poglavito Englesku, karakteristični su megalitski spomenici (najpoznatiji s početka brončanog doba je Stonehenge kraj Salisburyja). Najstarija brončanodobna kultura u Hrvatskoj je vinkovačka kultura, a potom se nižu cetinska kultura, vatinska kultura i dr.

## Brončano doba u Hrvatskoj
U razvoju srednjoeuropskih kulturnih područja izdvajaju se tri bitne faze obilježene načinom pokapanja mrtvaca: u najstarijoj fazi mrtvaci se pokapaju u zgrčenu položaju, u srednjoj fazi pod zemljanim ili kamenim tumulima, dok se u kasnoj spaljuju, a pepeo se u pravilu polaže u žare (kultura polja sa žarama). U svakom razdoblju brončanoga doba izdvojilo se više lokalnih kulturnih skupina (lužička, únětička, vatinska). Zapadnoeuropski kulturni krug obuhvaća Francusku, Englesku i Španjolsku, a karakteriziraju ga megalitički spomenici: dolmeni, menhiri, kromleci, nuraghi. Brončano doba tradicionalno se dijeli na rano, srednje i kasno. Kronologijom i periodizacijom brončanoga doba bavilo se više arheologa: O. Montelius, P. Reinecke, H. Müller-Karpe. Tijekom brončanoga doba dolazi do niza promjena u svakodnevnom životu. Glavne su djelatnosti stočarstvo i ratarstvo. Izum i primjena plugova, koje su obično vukli volovi, znatno je utjecao na proizvodnju hrane. Iskorištavanje rudnih bogatstava utjecalo je na razvoj kovinske proizvodnje, obrta, trgovine, umjetničkih ostvarenja u graditeljstvu, slikarstvu i umjetničkom obrtu te nizu promjena u strukturi življenja dotadašnjih društvenih zajednica (podjelom rada stvarali su se staleži, odnosno društveni slojevi).
Brončano doba u Hrvatskoj započinje u posljednjim stoljećima III. tisućljeća i traje do VIII. st. pr. Kr. Svi se radovi o brončanom dobu u Istri služe kronologijom B. Čovića (iz 1983.), a ona je zamišljena prema trodijelnoj podjeli P. Reineckea: rano brončano doba (Br A1 i A2), srednje (Br B1 i C) i kasno (Br D, Ha A, Ha B1 i B2), u usporedbi s Apeninskim poluotokom, srednjom Europom i Egejskim bazenom (obuhvaćeno je razdoblje od 1900. do 800. pr .Kr. po apsolutnoj kronologiji). Početak ranoga brončanog doba određen je između 1850. i 1800. pr. Kr., početak srednjega brončanog doba između 1580. i 1550. pr. Kr., početak kasnoga brončanog doba oko 1300. pr. Kr., a kraj brončanoga doba, odnosno početak željeznoga doba oko 800. pr. Kr.

### Rano brončano doba
Na području sjeverne Hrvatske razvija se u rano brončano doba vinkovačka kulturna skupina, a na jugu, uz tok rijeke Cetine, izdvaja se cetinska kulturna skupina, poznata po mnogobrojnim kamenim grobnim humcima.
Vinkovačka kultura je kultura ranoga brončanoga doba koju je na temelju nalaza iz Vinkovaca 1966. definirao S. Dimitrijević. Datira se između 2000. i 1600. pr. Kr. Bila je raširena ponajprije u istočnoj Slavoniji i Srijemu, ali se širi kompleks, koji uključuje srodne skupine Somogyvár i Belotić-Bela Crkva, protezao sve do Balatona na sjeveru i Crne Gore na jugu. Vinkovačka kultura razvila se na podlozi kasne vučedolske kulture uza sudjelovanje novih kulturnih, a vjerojatno i populacijskih utjecaja iz južnobalkanskoga prostora. Najvažniji arheološki nalazi potječu iz Vinkovaca, Vučedola, Orolika, Privlake, Drljanovca, Gradine na Bosutu i Pećine u Vrdniku. Naselja su bila smještena na povišenim riječnim terasama, a činile su ih četverokutne nadzemne kolibe kojima su zidovi od kolaca i šiblja, te podovi, bili premazani zemljom. Među ostatcima keramičkoga posuđa ističu se duboke zdjele s profiliranim obodom, trbušasti vrčevi s visokim cilindričnim vratom i uske cilindrične bočice s dvjema ušicama na obodu. Posude su uglavnom neukrašene. Uočava se barbotinirana površina i prevlačenje metličastim predmetom; tek su rijetko urezani i žigosani geometrijski ukrasi. Pokojnici su se spaljivali i sahranjivali u žarama, a prakticirala se i inhumacija, tj. ukopi u zgrčenu položaju.
Cetinska kultura je kultura ranoga brončanog doba (1900. do 1600. pr. Kr.), nazvana prema mnogobrojnim nalazištima uz rijeku Cetinu, raširena na području srednje Dalmacije i Hercegovine. Nosioci te kulture boravili su u špiljama (Škarin samograd kraj Drniša, Gudnja kraj Stona, Ravlića pećina u Drinovcima) ili u otvorenim naseljima (Gradac u Kotorcu i Krstina kraj Posušja). Karakteristična keramika (ornamentirani vrčevi na visokoj šupljoj nozi). Grobovi se nalaze u kamenim gomilama. Kod inhumacije imaju oblik kamene škrinje, kod incineracije ostatci pokojnika položeni su u glinene posude. Na Jadranu je rano brončano doba zastupljeno nalazima u Markovoj i Grapčevoj špilji. U Istri su iz tog razdoblja nalazišta Cingarela, Javorika na Velikom Brijunu, Trogrla pećina, Vrčin.
U Istri su naselja na otvorenom prostoru i pećinska staništa, te metličasto ukrašivanje stijenki keramičkih posuda (Brijuni, pećina Cingarela, Trogrla pećina, Novačka pećina, Podosojna pećina, Romualdova pećina, Šandalja, Pradišel) tekovine eneolitika koje se nastavljaju i u prvoj fazi brončanoga doba. Petrić je tu pojavu nazvao brijunskom kulturom. Novo razdoblje, uvjetovano etničkim pomicanjima, prepoznatljivo je po naseljima podizanim na strateškim položajima, gradinama ili kasteljerima (Moričovica, Golaš, Kunci). U naselja se ulazilo kroz dobro promišljene ulaze, a kuće su građene na terasama. Stambeni objekti, pretežno četvrtasta tlocrta (Monkodonja, Kas, Mažin kraj Bala), uglavnom su građeni u kombinaciji kamena i drva. Najčešći su nalazi na istarskim gradinama keramičko posuđe s ukrasima (ručke, plastične aplikacije, oponašanje metalnog sjaja vanjske površine posude) po tadanjoj modi većega dijela Europe. Pokapanje se u rano brončano doba obavlja u sanducima od kamenih ploča ispod tumula (Valmarin, Bumbišta kraj Banjola), a prilozi su uza zgrčenoga pokojnika malobrojni (brončani bodeži, zrna jantara).

### Srednje brončano doba
U srednje brončano doba u kontinentalnoj Hrvatskoj, razvijaju se vatinska skupina, skupine s litzenskom i panonskom inkrustiranom keramikom te kultura grobnih humaka. U Istri započinje izgradnja utvrđenih gradina (kasteljeri – Makadanj, Vrčin).
Vatinska kultura je kultura srednjega brončanoga doba raširena u Banatu (Vatin, Vršac, Židovar, Omoljica), Srijemu (Gomolova), južnoj Bačkoj i sjevernoj Srbiji. Dijeli se na tri razvojne faze, od kojih posljednja označava početak kasnoga brončanoga doba. Naselja su smještana na obalama rijeka i na brežuljcima, a stambeni su objekti poluzemunice i nadzemne kuće s temeljem od kamena i drvenom gornjom konstrukcijom. Pokojnici su spaljivani s odjećom i nakitom, a njihovi ostatci polagani u žare. Među keramičkim posudama ističu se karakteristični oštro profilirani vrčevi s jednom ili dvjema ručkama koje nadvisuju obod. Zanimljive su i posude u obliku životinja (svinja, ptica). Predmeti od kosti (ručke alata, šila, dijelovi konjske opreme) bogato su ukrašeni spiralnim i kružnim motivima. Posebice su brojni izradci od bronce (plosnate sjekire i sjekire s cjevastim produžetkom za držak, trokutasti bodeži, različiti tipovi ukrasnih igala, narukvice, prstenje, privjesci, puceta i aplike za odjeću). Za izradbu nakita koristili su i zlato. Srednje brončano doba u sjevernoj Hrvatskoj obilježeno je vatinskom kulturom u Sotinu, Vukovaru, Vinkovcima (iskopine kod zgrada NaMe i banke)
Šire se skupine s inkrustiranom keramikom (transdanubijskom u Baranji – Kozarac, Darda i Lug te mjesnom varijantom iz Dalja i Bijelog Brda). Nalazi panonske inkrustirane keramike u Slavoniji i u zapadnom Srijemu locirani su uz desnu obalu Dunava. Baranja tako pripada integralnom južnom perifernom području rasprostiranja inkrustirane keramike južne Transdanubije, odakle ona prodire u Slavoniju. Na zapad ide do Podgorača, jugoistočno od Našica. U sjeveroistočnoj Slavoniji veliki kompleks panonske inkrustirane keramike tvori specifični regionalni bjelobrdsko-daljski tip koji je izdvojila N. Majnarić Pandžić. Najznačajnija nalazišta te keramike su nekropole Dalj i Bijelo Brdo, od kojih je ovadruga biritualna. Značajni su nalazi iz skeletnog groba u Bijelom Brdu (narukvica s ukrasom u formi ribljeg mjehura) te etažne žare ukrašene urezivanjem (motivi horizontalnih i vertikalnih linija), žigosanjem (kružni i trokut-motivi) i inkrustiranjem, također iz Bijelog Brda koje formom i ukrasom odaju porijeklo iz Seksard tipa transdanubijske inkrustirane keramike. Glasoviti Idol iz Dalja potječe iz razorenog groba s istim tipom etažnih žara. Idol je ženski, zvonolikog tipa, s tijelom u punoj masi i datira se u XV. st. pr. Kr. Obzirom na jasan prikaz vulve na idolu i na njegov funeralni kontekst, aluzija na ponovno rođenje ukopanog pokojnika je više nego jasna.
Uz inkrustiranu keramiku javlja se u sjevernoj Hrvatskoj i litzenska keramika (Litzen-keramik) u Podgoraču, Grabrovcu, nizu nalazišta oko Koprivnice. Litzenska keramika [li'censka ~] (prema njem. Litze: vrpca < lat. licium) predstavlja keramičke posude urešene otiskivanjem sukane uzice, štapića omotanog niti, ili pak nazubljena kotačića, u još nepečenu glinu. Raširila se tijekom srednjeg brončanog doba u istočnoj Austriji i mađarskoj Transdanubiji, gdje se smatra samostalnom kulturnom pojavom, potom u Slovačkoj, Sloveniji, Hrvatskoj (od Hrvatskoga zagorja do Slavonije), u srednjoj i istočnoj Bosni, Hercegovini, na istočnoj jadranskoj obali i u njezinu zaleđu. Ističu se vrčevi kuglasta trbuha i ljevkasta vrata urešenog otiscima uzice te s trakastom ručkom, katkad urešenom na isti način. U otisnutom uzorku naziru se tragovi bijele inkrustacije. U Hrvatskoj se najčešće pojavljuje zajedno s panonskom inkrustiranom keramikom ili vatinskom keramikom. Metaluršku proizvodnju potvrđuju skupni nalazi brončanih predmeta u Lovasu i Vukovaru.
U srednje se brončano doba intenzivira izgradnja gradina (Gradina na Brijunima, Monkodonja kraj Rovinja). Osnovana je i izgrađena većina od približno 350 gradina. Izgled naselja s organiziranom i diferenciranom izgradnjom svjedoči o protourbanim sredinama, razvijenim pod utjecajem istočnomediteranskih kultura. Iz te faze poznato je samo nekoliko brončanih predmeta – bodež iz Pirana i nekoliko sjekira uzdignutih rubova (Monkodonja, Čubani) – na kojima se zapažaju utjecaji istočnoga Sredozemlja. Keramički predmeti slijede prijašnje oblike, ali i novosti poput jezičastih ili tzv. x-ručki. Pećine služe samo kao privremena skloništa (Trogrla, Pećinovac). Na kraju toga razdoblja pojavljuju se pokopi u zgrčenom položaju pokojnika bez tumula (Magornjak, Šandalja), pokopi u ravnim nekropolama uz gradinske zidine (Vrčin, Gradina na Brijunima).

### Kasno brončano doba
Kasno brončano doba u kontinentalnoj Hrvatskoj obilježava kultura polja sa žarama te mnogobrojne i vrlo bogate ostave s oružjem, oruđem, nakitom. Nalazi reprezentativnog oružja potvrđuju postojanje izdvojenoga društvenog sloja ratničke aristokracije.
Kultura polja sa žarama je kultura kasnoga brončanog doba (XIII. do VIII. st. pr. Kr.), nastala na prostoru Podunavlja, jugoistočnih Alpa i južnog Balkana, odakle se širila i po srednjoj Europi, sve do njezina zapadnoga ruba; obilježava ju obred spaljivanja pokojnika i pohranjivanja pepela u žare, koje su se potom ukapale u zemljane rake unutar prostranih grobljâ, te štovanje boga sunca. U europskoj prapovijesti kultura polja sa žarama postigla je najveći doseg u obradbi bronce. Prema stilskim varijacijama osnovnih tipova keramičkih i metalnih proizvoda moguće je izdvojiti više regionalnih kulturnih skupina koje su postale osnova za uspostavu etničke strukture stanovništva starijega željeznog doba. Na hrvatskom tlu izdvojene su 4 skupine: najstarija je virovitička (Podravina, Međimurje i dio zapadne Slavonije), slijedi zagrebačka (veći dio savsko-dravskoga međurječja), dok posljednjemu razdoblju pripadaju velikogorička skupina (Turopolje, srednja Posavina, Pokuplje i Hrvatsko zagorje) te daljska skupina u Baranji (istočna Slavonija i zapadni Srijem). Kulturi polja sa žarama pripada i velik broj ostava brončanih predmeta: srpova, keltova, igala, narukvica, najstarijih tipova fibula, britvâ, noževa, kopalja, mačeva i bodeža. Virovitička skupina potvrđena je nalazištima u Virovitici, Sirovoj Kataleni, Moravču kraj Sesveta i Drljanovcu, slijedi zatim Zagreb s nalazištima Vrapče, Horvati, Igrišće na Kalniku, Križevci u sjeverozapadnoj Hrvatskoj, a u Posavini Novigrad na Savi te groblje Gređani kraj Okučana. Na prijelazu u posljednje prapovijesno tisućljeće nastaje skupina Velika Gorica, a nešto poslije skupina Dalj u istočnoj Slavoniji (Dalj, Vukovar – Lijeva Bara).
Na prostoru kulture polja sa žarama sjeverne Hrvatske i sjeverne Bosne poznato je oko 70 brončanodobnih ostava (u Hrvatskoj Paklenica, Veliko Nabrđe, Kloštar Ivanić, Miljana, Matijevići, Brodski Varoš, Poljanci, Otok–Privlaka, Bizovac, Bošnjaci, Punitovci, Račinovci, Donja Bebrina, Slavonski Brod, Šarengrad, te niz ostava iz sjeverne Bosne kao Vidovice, Novi Grad, Monj, Boljanić). Javljaju se i brončani predmeti iz ostava zakopani u nemirnim vremenima ili kao dragocjenost darovana božanstvima. Neke se od njih ističu brojnošću predmeta, poput ostave iz Brodskoga Varoša, kojoj sadržaj upućuje na pripadnost ljevačkoj radionici, a neke pak ljepotom i kvalitetnom izradbom predmeta, kao što je primjerice ostava iz Peklenice, s nekoliko masivnih bogato ukrašenih igala, ili ostava iz Sviloša, s lijepo oblikovanom fibulom tzv. poza menterijskoga stila. U ostavi iz Kloštar Ivanića pronađen je a za sada jedini posve sačuvan par štitnika za noge (knemide), te za naše područje rijedak primjerak ingota tzv. Keftiu tipa, platežnoga sredstva koje se vezuje uz mikenski kulturni krug. Svi ti predmeti, zajedno s onima iz sustavno istraženih nekropola u Virovitici, Sirovoj Kataleni, Zagreb-Vrapču, Velikoj Gorici, Dalja i drugih lokaliteta, pružaju uvid u različite segmente života tog indoeuropskog naroda nepoznata imena vrsna u brojnim zanatskim, a sudeći prema množini oružja, i u ratničkim vještinama.
Kasno brončano doba najbolje je dokumentirano na gradini Vrčin, gdje je vidljiva promjena u načinu pokapanja, nekropola s grupama grobova skeletnih ukopa s jantarnim i brončanim nakitom. Etničke, kulturne i strateške promjene mogu se pretpostaviti po većem broju ostava koje su sadržavale oružje: Oprtalj, Baredine. Pojedini pronađeni predmeti pokazuju uključenost stanovništva Istre u zbivanja i razmjene iskustava na mnogo širem prostoru. Brončanodobna kultura ravnomjerno se razvijala sve do prodora novoga stanovništva (Histri), koje je uvelo običaj spaljivanja pokojnika. Kasno brončano doba je vrijeme etničke anonimnosti koja potpuno nestaje tijekom starijeg željeznog doba, kada je moguće etnički imenovati pojedine kulturne grupe: histarsku, japodsku, liburnsku i panonsku.